# Secretario general
El término secretario general, secretario ejecutivo o primer secretario es la designación para identificar al principal jefe o líder de ciertas organizaciones sindicales, movimientos, partidos políticos, asociaciones nacionales e internacionales o empresas. Se utiliza para designar el cargo más importante dentro de una organización internacional multilateral.
Puede ser utilizado para denominar al cargo que sigue al presidente y vicepresidente de una organización. Puede denominarse como el segundo cargo en una organización o un partido político si no existe el vicepresidente.

## Secretarios generales
- Secretario general de las Naciones Unidas
- Secretario general de la Organización de Estados Americanos
- Secretario general de Amnistía Internacional
- Secretario general del Partido Comunista de la Unión Soviética
- Secretario general del Partido Socialista Obrero Español
- Secretaría General del Partido dos Socialistas de Galicia-PSOE
- Secretario general del Partido Popular
- Secretario General del PCE
- Secretario General (Administración Pública)